# Timandra nelsoni
Timandra nelsoni är en fjärilsart som beskrevs av Louis Beethoven Prout 1918. Timandra nelsoni ingår i släktet Timandra och familjen mätare. Inga underarter finns listade i Catalogue of Life.